# Villers-les-Pots
Villers-les-Pots – miejscowość i gmina we Francji, w regionie Burgundia-Franche-Comté, w departamencie Côte-d’Or.
Według danych na rok 1990 gminę zamieszkiwało 855 osób, a gęstość zaludnienia wynosiła 82 osoby/km² (wśród 2044 gmin Burgundii Villers-les-Pots plasuje się na 274. miejscu pod względem liczby ludności, natomiast pod względem powierzchni na miejscu 904.
Urodził tu się dyplomata papieski abp Henri-Marie Amanton OP.